# Lijst van televisiekanalen in Italië
Lijst van televisiezenders in Italië:

## Nationale zenders
- Rai 1 - RAI
- Rai 2 - RAI
- Rai 3 - RAI
- Rete 4 - Mediaset
- Canale 5 - Mediaset
- Italia 1 - Mediaset
- La7 - Cairo Communications
- TV8 - Sky Italia
- Nove - Discovery Communications
- 20 - Mediaset
- Rai News 24 - RAI
- Rai 4 - RAI
- Rai 5 - RAI
- Rai Movie - RAI
- Rai Premium - RAI
- Rai Scuola - RAI
- Rai Storia - RAI
- Rai Sport - RAI
- Rai Sport+ - RAI
- Rai Gulp - RAI
- Rai Yoyo - RAI
- Rai 4K (enkele regio’s) - RAI
- Iris - Mediaset
- Mediaset Italia 2 - Mediaset
- TGcom24 - Mediaset
- La5 - Mediaset
- Top Crime - Mediaset
- Mediaset Extra - Mediaset
- Cine34 - Mediaset
- Boing - Mediaset / Warner
- Cartoonito - Mediaset / Warner
- Cielo - Sky Italia
- Sky TG24 - Sky Italia
- La7D - Cairo Communications
- RealTime - Discovery Communications
- DMAX - Discovery Communications
- VH1 (Italian version) - ViacomCBS
- France 24 (Frankrijk)
- Sportitalia
- SoloCalcio (Sportitalia)
- RTL 102.5 Radiovisione
- RTL 102.5 News radiovisione
- Giallo - Discovery Communications
- Focus - Mediaset
- K2 - Discovery Communications
- Frisbee - Discovery Communications
- HGTV - Discovery Communications
- MotorTrend - Discovery Communications
- Food Network Italia - Discovery Communications
- Super! - ViacomCBS
- Paramount Network ViacomCBS
- Spike ViacomCBS
- SuperTennis
- Capri Television
- ReteCapri
- Radio Italia TV
- Deejay TV
- GM24
- EnerJill
- Alma TV (Marco Polo/Alice)
- BOM Channel
- TV2000
- Telecampione
- Radio KissKiss TV
- Radio 105 TV
- Top Calcio / Mondo Calcio
- Cantando Ballando
- R101TV
- Radio Bruno TV
- Virgin Radio TV
- Radio Freccia Radiovisione
- Bike Channel
- BFC
- Giornale Radio TV
- RDS Social TV
- Radio Zeta radiovision
- Padre Pio TV
- Parole di Vita
- Sfera TV
- Juwelo
- Odeon24
- Cusano TV
- Byoblu
- Babel-Romit
- 7 Gold
- Telepace

## Regionaal - Basilicata
- Studio 1000

## Regionaal - Campania
- TeleNapoli 24

## Regionaal - Friuli-Venezia Giulia
- TeleNordEst
- TelePordenone
- VideoPordenone
- TeleFriuli
- TeleQuattro
- Canale 6
- TeleCampione 2
- TVM

## Regionaal - Lazio
- TeleRoma 56
- TeleRoma 2
- Telepace
- TeleTibur
- ReteOro
- TeleSalute
- TeleAmbiente
- Canale Zero
- Supertre
- TeleLazio
- GoldTV
- ReteSole
- RomaUno
- Vatican Media (ex CTV)

## Regionaal - Lombardije
- Tele Lombardia
- People TV Rete 7
- TeleCampione
- Antenna 3 Italia
- Telereporter
- Più Blu Lombardia
- Rete 55
- Telenova
- Tele 7 Laghi
- Milano +
- Canale 6
- Espansione TV
- Bergamo TV
- Più Valli Tv
- TeleClusone

## Regionaal - Molise
- TeleMolise

## Regionaal - Piedmont
- Rete Sette
- TeleCupole
- TeleSubalpina
- Quarta Rete
- TORINO +
- Primantenna

## Regionaal - Sicilië
- Antenna Sicilia
- TGS - TeleGiornale di Sicilia
- TRM - TeleRadio del Mediterraneo
- Tele Akragas
- TeleSud (Trapani)
- Tele Video Agrigento

## Regionaal - Veneto
- Antenna Tre Nordest
- TeleArena
- TRI Veneta
- TeleChiara
- ReteAzzurra
- LA 8
- TeleNuovo (Verona)
- TeleAltoVeneto
- TVA (Vicenza)
- Canale Italia
- Veneto Free Channel

## Satellietzenders

### Sky Italia
- Fox
- Sky Uno
- Sky Serie
- Sky Investigation
- Sky Atlantic
- Sky Nature
- Sky Arte
- Sky Documentaries
- Sky TG24
- Crime and Investigation C+I
- Blaze
- Comedy Central Italia
- Radio Monte Carlo TV
- MTV Italia
- MTV Music Italia
- Nickelodeon Italia
- Nick Jr Italia
- DeA Kids
- Cartoon Network Italia
- Boomerang Italia
- DeA Junior
- Gambero Rosso
- La F
- Classica
- Sky Sport 24
- Sky Sport Uno
- Sky Sport Calcio
- Sky Sport Football
- Sky Sport Tennis
- Sky Sport Arena
- Sky Sport Action
- Sky Sport F1
- Sky Sport Moto GP
- Sjy Sport NBA
- Sky Sport 4K
- Milan TV
- Inter TV
- Lazio Style TV
- Horse TV
- Caccia
- Pesca
- Sky Cinema Uno
- Sky Cinema Due
- Sky Cinema Collection
- Sky Cinema Action
- Sky Cinema Family
- Sky Cinema Suspense
- Sky Cinema Romance
- Sky Cinema Drama
- Sky Cinema Comedy
- Premium Cinema 1 (Mediaset)
- Premium Cinema 2 (Mediaset)
- Premium Cinema 3 (Mediaset)
- Premium Crime (Mediaset)
- Premium Stories (Mediaset)
- Premium Action (Mediaset)
- Sky Meteo24
- Class CNBC
- Euronews
- CNN Internationaal (USA)
- Fox News (USA)
- Fox Business
- CNBC Europe
- Bloomberg TV
- Sky News (UK)
- Eurosport 1 Italia
- Eurosport 2 Italia
- Discovery Channel Italia
- Discovery Science
- Discovery Travel & Living
- Real Time
- History
- National Geographic
- National Geographic Wild